# Фермата

Фермата (над нотою)

Фермата (італ. fermata — «зупинка», «затримка») — знак музичної нотації, що приписує виконавцю збільшити на свій розсуд її тривалість, зазвичай, в 1,5–2 рази. Знак, як правило, ставиться, в залежності від розташування, над або під нотою чи паузою. У партитурах і взагалі в багатоголосній музиці фермата виставляється в усіх голосах одночасно. Фермата поміщається іноді і над тактовою рисою, утворюючи щось на зразок люфтпаузи, що звучить.
Фермата (італ. i нім. fermata або corona, англ. pause, фр. point d'orgue) — знак у вигляді дуги з крапкою під нею. Зупинка руху музики, або знак подовження звуку, або паузи на невизначений час (зазвичай, в 1,5–2 рази). Фермата зустрічається на початку, в кінці твору, на межах частин твору, або кульмінаціях. Її художнє значення полягає у підкресленні якоїсь музичної думки. Ставиться фермата над нотою, паузою чи тактовою рискою. Фермата також залежить від характеру і стилю музики.
Існує два види фермат: Здіймані — це фермати, після яких береться дихання.
Нездіймані — фермати після яких продовжується звучання.
Фермата — приглушення останнього складу на місці клаузули, що має вигляд каталектики .